# Berserk (manga)
Berserk (ベルセルク Beruseruku?) es un manga creado por Kentaro Miura y posteriormente adaptado en anime, con un estilo épico fantástico y de fantasía oscura. El manga comenzó a publicarse en 1989 en la extinta revista mensual Monthly Animal House, hasta que fue reemplazada en 1992 por la revista quincenal Young Animal, donde fue publicado irregularmente hasta el 2021 tras la muerte del autor.
Internamente, está dividido en sagas que, a su vez, se subdividen en capítulos. Estos están formados por episodios, nombre dado a las publicaciones individuales en Young Animal.
Tras el fallecimiento de Miura, la obra quedó suspendida. En junio de 2022 se informó de que el manga sería continuado por el personal de Studio Gaga (estudio de manga conformado por los asistentes de Miura) bajo la supervisión del amigo de Miura y también mangaka Kōji Mori, a quien Miura había revelado diversos detalles del futuro del manga antes de su fallecimiento.

## Argumento
La historia está ambientada en una época con tintes de la Europa medieval y renacentista, en la cual se cuenta la vida de Guts (cuyo nombre fue traducido como Gatsu en las primeras ediciones en castellano), un mercenario huérfano que acompañado del elfo Puck, caza seres demoníacos llamados apóstoles. La historia se divide en dos partes: la primera (que va del volumen 4 al volumen 13) relata su niñez y juventud hasta cómo conoce a Griffith, líder de un grupo mercenario llamado la «Banda del Halcón». La segunda parte (volúmenes del 1 al 3 y 14 al 41, publicándose) muestra su historia tras el fatídico Eclipse, la caza de los apóstoles y su búsqueda de venganza contra Griffith.

## Creación
Inspirado por el trabajo de su madre como profesora de arte y de su padre como encargado de storyboards para comerciales, Kentaro Miura se dedicó a dibujar desde temprana edad. En la adolescencia, estudió en una preparatoria con un departamento de arte, donde conoció a su amigo más cercano y futuro mangaka, Koji Mori. Su amistad fue el foco principal para la compleja dinámica de Guts y Griffith, describiendo su relación competitiva: “él era tan genial que si yo no me alejaba, me hundiría; no me gustaba mis opciones, así que pelee de la única forma que sabía hacer, trabajando en el manga”. En una entrevista publicada en 2000, Miura aclara que su grupo de amigos en preparatoria fueron la base para los miembros clave de la Banda del Halcón como Judeau, Corkus, Rickert y Pippin, siendo este último el más parecido al autor en cuanto a apariencia física.
A los 19 años, fue presentado como asistente temporal de Jyoji Morikawa, conocido de manera posterior como el autor de Hajime no Ippo, quién comenta haber visto en su primer encuentro con Miura un boceto de Guts con su espada característica, años antes de la publicación de su one-shot. El brazo prostético de Guts fue inspirado por Hyakkimaru de Dororo y el personaje homónimo de Cobra, mientras que su personalidad de héroe vengativo tiene similitudes con el personaje principal de Mad Max y las interpretaciones de Rutger Hauer en Blade Runner, Flesh and Blood, The Hitcher y The Blood of Heroes.
Miura describió a Hokuto no Ken como el material que tuvo mayor impacto en él, incluso colaborando con el escritor Buronson en distintos proyectos, Ōrō (junto a su secuela Ōrō Den) y Japan, de manera paralela a la serialización inicial de Berserk. Otros trabajos que influyeron en el desarrollo del manga fueron Ranpo de Masatoshi Uchizaki, Violence Jack de Gō Nagai, Pygmalia de Shinji Wada y Guin Saga de Kaoru Kurimoto. Por otra parte, Miura menciona haber intentado plasmar el ambiente oscuro presente en las películas estadounidenses The Terminator y RoboCop, mientras que Conan el Bárbaro fue crucial en su presentación de fantasía oscura. La autora Chica Umino también fue una de las personas que ayudó en el desarrollo de los personajes femeninos en los volúmenes posteriores, en particular, Farnese.
Algunos sucesos reales como el genocidio de Ruanda y las guerras yugoslavas fueron un punto de inspiración al momento de ilustrar a los refugiados en la saga "Condena", comentando: “Usé a los refugiados para mostrar todo tipo de cosas, como la naturaleza de los grupos xenófobos, o cómo la gente se niega a actuar por sí misma y se limita a esperar que otro haga las cosas por ellos”.

## Publicación

### Berserk: The Prototype
Antes de Berserk, en noviembre de 1988 Kentaro Miura publicó Berserk: The Prototype, un one-shot que serviría como base para Berserk. Esta historia se publicó originalmente en la revista Gekkan Komi Komi, revista predecesora a Jets Comics.
Más tarde, Berserk: The Prototype fue añadido al final del volumen 14 de Berserk como capítulo especial, aunque no es parte del canon.

### Berserk
Escrito e ilustrado por Kentaro Miura, Berserk debutó en la revista Monthly Animal House en agosto de 1989 (en el número de octubre).
El 26 de noviembre de 1990, Hakusensha (la editorial de la revista) publicó el primer tankōbon de Berserk bajo el sello de Jets Comics.
En 1992, la revista Monthly Animal House fue reemplazada por Young Animal, donde continuó publicándose.
En junio de 2016, Hakusensha renombró su sello Jets Comics y pasó a llamarse Young Animal Comics y los primeros 37 tomos fueron reeditados con nuevas portadas.
El 6 de mayo de 2021, Kentaro Miura, el autor, falleció inesperadamente. Sin embargo, respetando los deseos de los familiares, Hakusensha no comunicó la noticia hasta el 20 de mayo de 2021. Desde entonces el futuro de Berserk y su publicación ha sido incierto.

El 10 de septiembre de 2021 se publicó de forma póstuma el capítulo 364, dicho capítulo fue terminado con ayuda de sus asistentes de Studio Gaga. Hakusensha hizo un lanzamiento especial para esta ocasión, colocando a Berserk como tema principal de la portada de la revista e incluyendo varias ilustraciones a color, un libro memorial, donde los conocidos de Kentaro Miura dejaron mensajes e historias; y un póster a doble cara. Al final del capítulo, había un mensaje de Hakusensha mostrando agradecimiento a todos los fanes del mundo y hablando sobre Kentaro Miura y Berserk:
Nos gustaría aprovechar esta oportunidad para agradecer a todos nuestros lectores de Berserk por su continuo apoyo.
El capítulo 364 de Berserk publicado en este volumen es el último trabajo del difunto Kentaro Miura. Pudimos continuar con el manuscrito que dejó y publicar esta vez gracias al apoyo dedicado de los miembros de Studio Gaga, que trabajaron en Berserk junto con Kentaro Miura a lo largo de los años.
Además, estamos encantados de anunciar el último lanzamiento del cómic este Diciembre. Agradecemos a todos los lectores por haber esperado tanto tiempo, sobre todo, en la circunstancia en que la información era poco clara y ambigua.
Este volumen también sirve como un monumento especial a Kentaro Miura como su último manuscrito. Decidimos utilizar su boceto a tinta para la portada especialmente esta vez, con la esperanza de transmitir a todos los lectores toda su pasión, que es tan fuerte y plenamente perceptible incluso en los bocetos a tinta.
Esperamos que sienta la devoción que puso en su trabajo. Al crear este volumen, nos hemos vuelto profundamente conscientes de lo grande y poderoso que era Berserk para nosotros, al igual que la Poderosa Espada de Hierro de Guts.
Lamentamos profundamente informar que no hay información para compartir sobre el futuro de la serie Berserk en este momento. Una cosa que podemos prometer es que para Young Animal, la editorial que ha trabajado con Kentaro Miura en Berserk, nuestra primera prioridad siempre estará en él, en lo que pensaría si todavía estuviera con nosotros.
Por último, pero no menos importante, tenemos un mensaje para todos los fans de Japón y del extranjero. Hemos leído todas las cartas enviadas con gran agradecimiento. Nos gustaría expresarle nuestra gratitud una vez más por su continuo amor y apoyo.
Sinceramente,
Departamento de Edición de Young Animal
El 24 de diciembre de 2021 se publicó de forma póstuma el volumen 41. También contó con una edición especial que incluía un lienzo especial con arte dibujado por Kentaro Miura y un drama CD.

### Edición en España
La publicación de Berserk en España ha sido bastante accidentada, llegando a ganarse la fama de ser una licencia "maldita", aunque tan solo han sido casualidades.
Berserk llega por primera vez a España en enero de 1996 gracias a Planeta DeAgostini Cómics y bajo el nombre "Gatsu, el guerrero negro". La edición consistió en cómics con capítulos individuales, con unas dimensiones de 168x 257, tapa blanda y el sentido de lectura occidental (de izquierda a derecha). En total publicaron los 10 primeros capítulos, lo que equivaldría a los dos primeros volúmenes. El último número, el capítulo n.º 10, salió en octubre de 1996.
Berserk no volvería a España hasta septiembre de 2001, de manos de MangaLine Ediciones. Esta vez sí eran tomos recopilatorios, de tapa blanda con sobrecubierta, unas dimensiones de 133x185 y el sentido de lectura japonés (de derecha a izquierda). Sin embargo, por problemas de licencias esta edición acabó prematuramente en 2002, con tan solo 9 volúmenes publicados.
Unos años más tarde, en 2005, MangaLine Ediciones volvió a intentarlo. Relanzó los volúmenes anteriores con el mismo formato pero con portadas nuevas, y en esta ocasión llegó hasta el volumen 30, que salió en febrero de 2007. Sin embargo MangaLine Ediciones, con problemas internos y cada vez más incapaz de competir con la calidad que estaban alcanzando otras editoriales, sufrió un declive que acabó con el cierre de la editorial en 2011.
Ese mismo año, en octubre de 2011, la editorial Glénat anunció que retomarían Berserk, con nuevas portadas, una traducción nueva, e incluyendo los pósteres que acompañaban la edición japonesa. Además no solo comenzarían desde el volumen 1, sino que a la vez lanzarían el volumen 31, donde se había quedado MangaLine Ediciones.
Sin embargo, la filial española de Glénat Editions había sido comprada también en octubre de 2011, manteniendo el mismo nombre hasta el año siguiente, cuando sería renombrada como Editores de Tebeos (E.D.T). Al principio el único cambio fue el sello editorial en la portada, pero los problemas económicos que tuvo que afrontar EDT (que perdió todas las licencias de Shūeisha) acabaron afectando a la calidad del manga, principalmente en la traducción de los volúmenes 26-30. Esto se debió a que dejaron de contratar a Daruma Serveis Lingüístics en 2013 y empezaron a traducirlos los propios editores a partir de la edición francesa. Finalmente, en 2014 perdieron la licencia, habiendo lanzado hasta el volumen 36.
Por último, en junio de 2017, Panini Manga volvió a lanzar Berserk. En esta ocasión, lanzaron 2 ediciones diferentes al mismo tiempo:
- En primer lugar, continuarían con el volumen 37, donde se quedó EDT. Además intentaron conservar la misma estética, diseño y formato de la edición de EDT.[40] De esta forma, la gente podría continuar donde se quedó sin ver su colección alterada. Además, Daruma Serveis Lingüístics traduciría los nuevos volúmenes.[41] Sin embargo estos volúmenes no traerían los pósteres que EDT solía traer.

- Los volúmenes anteriores serían relanzados, pero en volúmenes dobles de mayor tamaño, de 150x210; bajo el nombre de "Maximum Berserk".[42] Además los volúmenes 26-30 serían retraducidos por Daruma Serveis Lingüístics.[41] Igualmente, estos volúmenes no traerían los pósteres que EDT solía traer.

Hasta la actualidad (a fecha de mayo de 2022), Panini sigue conservando la licencia de Berserk, y además del propio manga ha traído "Berserk: La Guía Oficial" y la novela "Berserk: El Caballero del Dragón de Fuego".
De momento, no hay información oficial sobre el volumen 41.

## Sagas en el manga

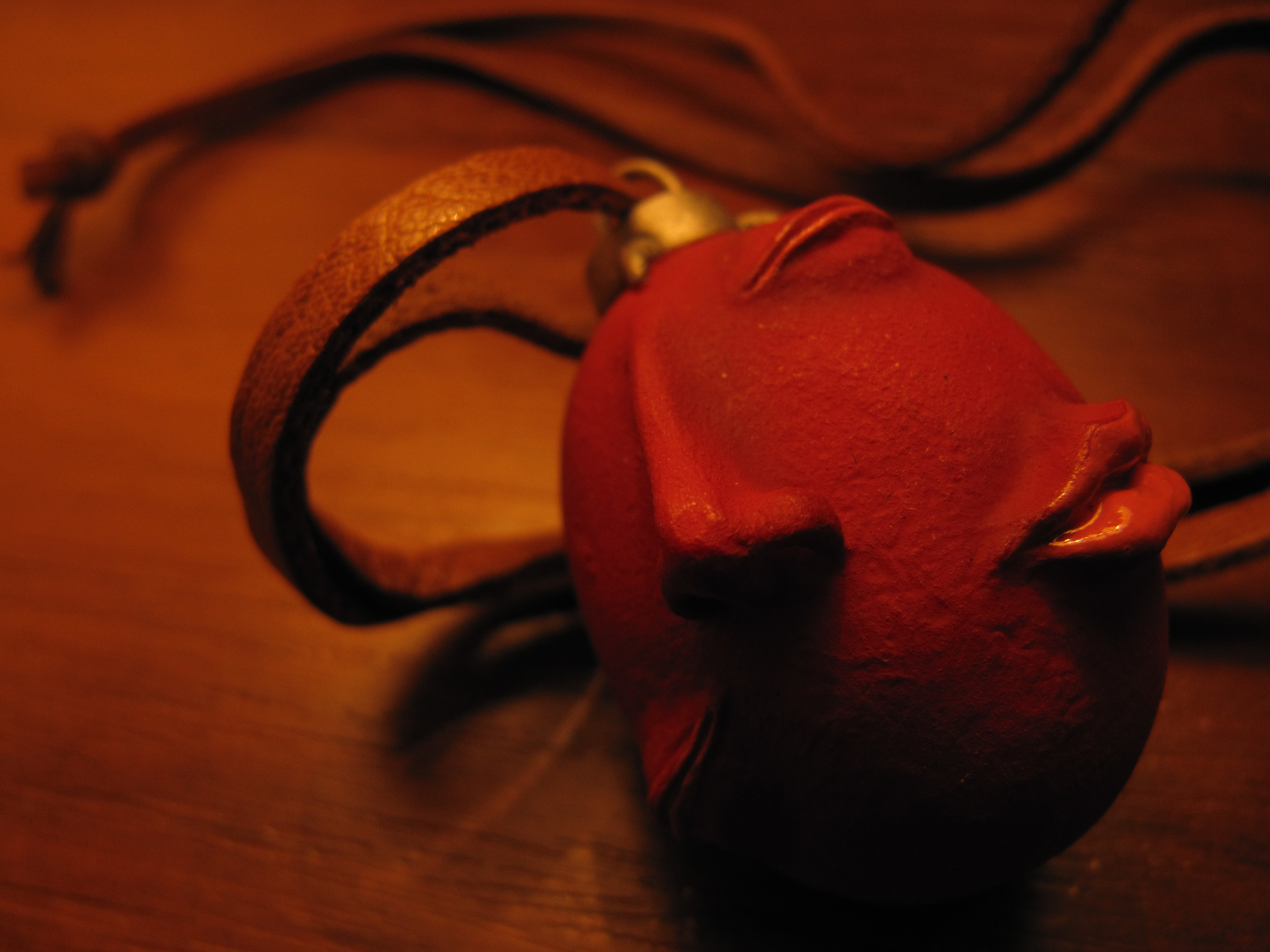
El beherit carmesí, un elemento clave de la serie.

- El Guerrero Negro (黒い剣士, Kuroi kenshi) - Primeros ocho episodios sin numeración.

Introducción a la vida de Guts. Estos episodios lo muestran en la época posterior al Eclipse y la Edad de Oro, cuando se dedicaba a viajar solo, buscando y ejecutando a las monstruosas criaturas conocidas como apóstoles. Se muestra cómo conoció al elfo Puck, al cual le salvó la vida en una taberna de una ciudad llamada Koca mientras buscaba información sobre uno de los apóstoles que participó en la masacre de la Banda del Halcón con el fin de que pudiera contactar con sus superiores. Guts se ve atrapado por la guardia debido a los incidentes de la taberna, consigue escapar con la ayuda de Puck y eliminar a un apóstol con forma de serpiente que, como jefe de unos bandidos, había tomado el poder de facto de Koca. Posteriormente, durante la cacería de un apóstol mucho más poderoso que los anteriores y conde de cierto lugar, Guts termina encontrándose de nuevo frente a la Mano de Dios, una sobrenatural organización a la cual pertenece Femto, anteriormente conocido como Griffith, y que controla a los apóstoles. Tras intentar matar a Femto sin éxito, el conde fallece a causa de las heridas fatales causadas por Guts. Este reanuda su viaje llevándose consigo el beherit que había pertenecido a su recién asesinado enemigo.
- La Edad de Oro (黄金時代, Ōgon jidai) - Episodios del 9 al 16 sin numeración más episodios del 1 al 94.

Probablemente la saga más famosa de todas, es un racconto que muestra la cruda niñez de Guts y su vida como mercenario, viajando y cambiando de ejército constantemente. Guts termina uniéndose, en un principio en contra de su voluntad, a la Banda del Halcón, liderada por Griffith, ascendiendo hasta convertirse en el capitán del escuadrón de asalto de la banda y mostrando los sucesos que desembocaron en su relación con Casca, su separación de la banda, el arresto de Griffith y la traición de este hacia sus compañeros, que termina provocando el Eclipse e invocando a la Mano de dios, lo que concluye en la masacre que acaba con toda la banda.
- Condena[43] (断罪篇, Danzai) - Episodios del 95 al 176.

Se muestra por primera vez a los Caballeros de la Santa Cadena y su encuentro con el «lago rojo» que dejó el Eclipse. Tras la saga "El Guerrero Negro" y las fatídicas situaciones que marcaron ese espacio de la serie, Guts llega a un pueblo donde un enjambre de seres similares a Puck atacan a la gente, secuestran niños y mantienen aterrorizado al pueblo en su conjunto. Al descubrir que el responsable es una apóstol con forma élfica llamada Rosine (uno de los que masacraron a la Banda del Halcón), Guts viaja al bosque donde vive para enfrentarse a ella. Tras ganar una feroz batalla contra la apóstol, Guts acaba muy malherido y termina encontrándose con los Caballeros de la Santa Cadena, una orden de guerreros religiosos liderados por la noble Farnese de Vandimion. Estos lo buscan, ya que sospechan que se trata de un personaje maligno del que habla una antigua profecía. Tras escapar de la orden, Guts regresa a la mina del herrero Godo para enterarse de que Casca huyó, por lo que comienza su búsqueda, la cual lo termina llevando a una confrontación con la inquisición en la Torre de la Condena. Ahí deberá enfrentar un reflejo del Eclipse que repetirá en este mundo los sucesos ocurridos en el nexo dimensional por el que pudo presentarse la Mano de dios. En esta saga, Guts conoce también a Isidro, un niño que ve en él un referente para mejorar de forma increíble su estilo de combate y que pasa a seguirlo a partir de entonces.
- Halcón Milenario (千年王国の鷹編) - Episodios del 177 al 307.

Tras la Ceremonia de Encarnación, Guts «acepta» a Farnese de Vandimion y a su acompañante Serpico (quienes fueron la antigua capitana de los Caballeros de la Santa Cadena y su asistente, respectivamente) y deciden viajar como grupo para encontrar Elfhelm, la isla de los elfos, lugar mágico donde los espíritus malignos no podrán acosar a él y a Casca. Guts conoce a la maga Flora y a su joven aprendiz Schierke, recibe de ella la contraproducente «armadura de berserker» para iniciar un peligroso y largo viaje. Paralelamente se revela que gracias a la Ceremonia de Encarnación, a Griffith le fue otorgada una forma humana en este plano, quien forma una nueva Banda del Halcón, desatando un enfrentamiento con sus antiguos enemigos y con un apóstol detractor, el emperador Ganishka.
- Fantasía (幻造世界編 - ファンタジア, Maboroshi-zukuri Sekai «Fantasia») - Episodios a partir del 308, iniciado por Miura y continuado por Kōji Mori.

Narra los sucesos ocurridos tras la "transformación del mundo", el establecimiento de Falconia (el tan ansiado reino de Griffith), la batalla contra el Dios Marino y la llegada de Guts y su grupo a Elfhelm, la isla de los elfos. Tras el fallecimiento de Kentaro Miura, la saga es continuada por Kōji Mori.

## Terminología
- Matadragones: después de los acontecimientos del eclipse, pasa a ser la principal arma de Guts. Un gigantesco espadón, del mismo tamaño que Guts, con un grosor y peso desmesurados. Su diseño simple y sus exageradas dimensiones ha hecho que incluso lo describan no como una espada, sino simplemente como una enorme losa de hierro. Fue fabricada por Godo muchos años atrás, cuando un rey ordenó a todos los herreros de su reino que le llevasen una espada lo suficientemente poderosa como para matar a un dragón (de ahí su nombre). Mientras que los demás herreros crearon armas bellas y elegantes, Godo creó una espada enorme, tosca y pesada. Aunque en teoría esta espada era la única lo suficientemente resistente como para matar a una bestia de la categoría de un dragón, un ser humano corriente apenas podía siquiera empuñarla, por lo que el rey la interpretó como un insulto y Godo fue desterrado. Tras muchos años sin ser utilizada, Guts se la adjudicó cuando, tras el eclipse, fue atacado por un apóstol en casa de Godo y se vio forzado a utilizarla para acabar con él con relativa facilidad, descubriendo que era el arma ideal para ejecutar apóstoles. En manos de Guts, la Matadragones es un arma espantosamente letal y con ella puede cortar por la mitad a hombres, caballos, criaturas astrales y apóstoles por igual.

- Beherit: los beherits son extrañas piedras con forma de huevos que tienen rasgos faciales humanos esparcidos de forma aleatoria en su superficie. Su función es la de servir como llave entre el mundo terrenal y el plano astral. Se activan cuando la persona que lo posee se encuentra en una situación de desesperación absoluta; al hacerlo, la Mano de dios se aparece ante la persona en cuestión y a cambio del sacrificio de aquello que más ama se le ofrece trascender su humanidad. Si la persona acepta sufre una metamorfosis que le otorga poder maléfico y una transformación a una forma inhumana, pasando a convertirse en un apóstol. Parece ser que cada beherit está predestinado desde el principio a la persona en cuyas manos va a terminar tarde o temprano, aunque los sucesos que lo reúnen con su dueño se disfrazan como actos aleatorios o casuales. Existe un caso especial; el beherit carmesí, que solo reciben unos pocos elegidos cada 216 años y que tiene la función de transformar a su usuario en un nuevo miembro de la Mano de dios.

- Apóstol: los apóstoles son las personas que obtuvieron un beherit y tras utilizarlo aceptaron el trato de la Mano de dios de sacrificar a aquello que amaban. A cambio de ello, obtienen longevidad eterna, fuerza, resistencia sobrenaturales y una segunda forma monstruosa. Muchos de ellos, sin embargo, también pierden su humanidad y a muchos se les ha visto cometer crímenes brutales como violaciones, asesinatos en masa o incluso canibalismo, como resultado de sentirse por encima de los seres humanos ordinarios. En su forma humana algunos viven como meros vagabundos mientras que otros tienen gran poder e influencia en la sociedad, como el jefe de los bandidos de Koca. La apariencia y poderes de cada apóstol es muy variada: algunos poseen una abrumadora fuerza y resistencia como Zodd y Wyald, otros como Rosine y el Conde, pueden infectar a otros seres humanos para controlarlos y transformarlos en semi-apóstoles. Deben servidumbre a la Mano de dios, aunque si bien son muchos los que participaron en la masacre del eclipse y que ayudaron a Griffith después, también existen apóstoles en rebeldía fútil, como el emperador Ganishka.

- Armadura de berserker: una armadura negra maldita que poseía la bruja Flora y que le fue otorgada a Guts para que le ayudase en su viaje. Al principio tenía un yelmo con la forma de un cráneo humano similar al Caballero de la Calavera, pero después de que Guts la vistiese cambió parcialmente su forma a una cabeza canina, simbolizando a la bestia de la oscuridad que representa de su odio y resentimiento. Aquel que viste esta armadura puede entrar en un estado de trance transformándose en un berserker; un guerrero insensible al dolor físico y al miedo que lucha con total brutalidad, volviéndose letal, capaz de hacerle frente a cualquier apóstol o criatura astral. La armadura afecta la mente del usuario inhibiendo su instinto de autopreservación, lo que le permite exceder los límites seguros de su fuerza, agilidad, reflejos y resistencia, volviéndolo indiferente al cansancio y dolor. Además, si durante el combate a éste se le rompe una extremidad o sufre una herida que para un ser humano común sería mortal, la propia armadura se encargará de reparar su cuerpo mediante garfios, púas, etc. volviendo su cuerpo casi indestructible. No obstante, aunque todo esto hace al usuario de la armadura prácticamente invencible, también conlleva sus desventajas; la armadura se alimenta de la sangre de su huésped, y en circunstancias normales le obligaría a luchar hasta que toda su sangre se haya derramado y todos sus huesos se hayan roto, destruyendo completamente su cuerpo y dejando solamente a su espíritu (Guts consigue salir de este trance gracias a Schierke, quien puede liberarlo mediante su magia). También tiene efectos secundarios en su cuerpo a corto plazo, ya que tras unos pocos usos Guts acabó sufriendo daltonismo y pérdida parcial del sentido del gusto, además de la aparición de algunas canas en su cabello, todo ello derivado del estrés físico y mental al que le sometió la armadura. Otro efecto secundario negativo es que al convertirse en Berserker, Guts ataca indiscriminadamente sin distinguir aliados de enemigos, lo que le convierte en un peligro constante para todo ser vivo que le rodee.

## Adaptaciones

### Primera serie (1997-1998)

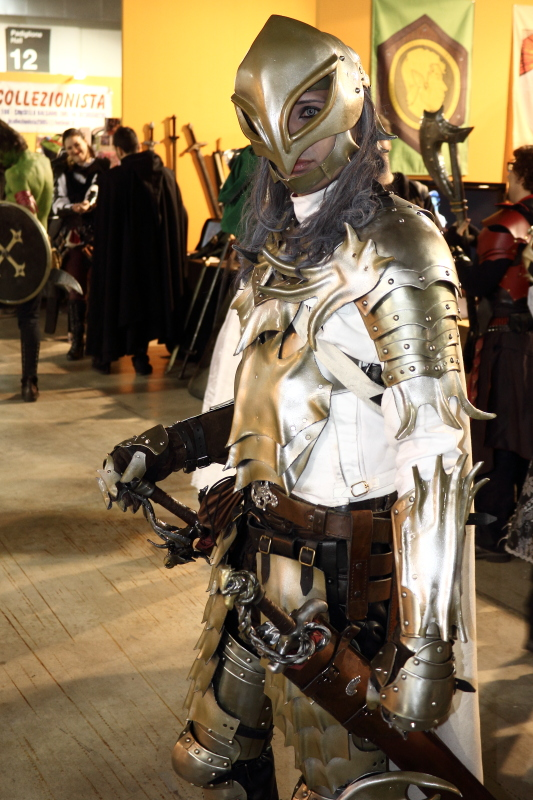
Cosplay de Griffith.

Producida por Oriental Light and Magic y dirigida por Naohito Takahashi, la serie de televisión de anime de 25 episodios Berserk: Kenpū Denki (Kenpū Denki Beruseruku, lit., "Berserk: Historias de la Ráfaga de Espada") se emitió por primera vez del 7 de octubre de 1997 al 31 de marzo de 1998. La serie comienza con la saga "Guerrero Negro", continuando a través de la saga "La Edad de Oro". Aunque la historia del manga permanece intacta en gran parte, se hicieron varios cambios, con la modificación o eliminación de los personajes, escenas más violentas y brutales del manga y material que habría extendido la historia más allá de la ejecución planificada de la serie de anime. Los temas de amistad y ambición están más desarrollados y enfatizados que los de causalidad y lo sobrenatural, cada uno de los cuales se realizó con la aprobación de Miura.
En Asia, Vap Video ha lanzado trece VHS y doce VCD que incluyen dos episodios cada uno (uno solo en el último VHS y tres en el último VCD) desde 1998 hasta 1999 en Japón. Los siete discos "DVD-BOX", que utilizan estuches de Audio-CD, se lanzaron en Japón en 2001, y los siete volúmenes se reeditaron más adelante en casos regulares de DVD individuales en 2003.
En España la serie ha sido licenciada por Jonu Media y emitida por el canal Buzz y en América Latina, Anime Onegai adquirió los derechos de transmisión de la serie.

### Películas (2012-2013)
Es un proyecto que pretende mostrar con una mejor animación los sucesos de La Edad de Oro, que abarca los episodios 9 al 16 sin numeración, más episodios del 1 al 94. Dirigidas por Toshiyuki Kubooka y la animación a cargo de Studio 4 °C, en una versión fiel a la historia original, aunque al igual que la anterior adaptación, se omitieron algunos sucesos del manga. Studio 4 °C estrenó en cines en Japón el 4 de febrero de 2012, la primera de una serie de nuevas películas de Berserk, que abarcan la saga "La Edad de Oro". La segunda película fue estrenada el 23 de junio de 2012 en Japón, y la tercera, el 1 de febrero de 2013. Las tres películas fueron licenciadas en España para su salida en DVD y Bluray por la compañía Selecta Visión y también emitidas en Movistar Xtra, Dark, Filmin, Wuaki.TV, Rakuten TV y en Netflix.
- Berserk: La Edad de Oro I - El Huevo del Rey Conquistador (Berserk Ogon Jidai-Hen I: Hao no Tamago, en japonés; Berserk: Golden Age Arc I: The Egg of the King, en inglés). Estrenado el 4 de febrero de 2012 en Japón. Guts conoce a Griffith y se une a la Banda del Halcón. También tiene lugar el enfrentamiento contra el apóstol Zodd.

- Berserk: La Edad de Oro II - La Batalla de Doldrey (Berserk Ōgon Jidai-Hen II: Doldrey Kōryaku, en japonés; Berserk: Golden Age Arc II: The Battle for Doldrey, en inglés). Estrenado el 23 de junio de 2012 en Japón. La Banda del Halcón vence en varias batallas gracias a Guts, en especial la decisiva batalla de Doldrey. Acercamiento de Guts y Casca. Tras la salida de Guts de la banda, Griffith es encarcelado y torturado tras ser descubierto haciendo el amor a la princesa Charlotte.

- Berserk: La Edad de Oro III - El Advenimiento (Berserk Ōgon Jidai-Hen III: Kōrin, en japonés; Berserk: Golden Age Arc III: The Descent, en inglés). Estrenada el 1 de febrero de 2013 en Japón. Narra el rescate de Griffith y los eventos del Eclipse.

### Segunda serie (2016-2017)
La revista japonesa Young Animal anunció el 22 de diciembre de 2015 que una segunda adaptación de anime del manga se produciría y emitiría en la cadena de televisión japonesa WOWOW y MBS a partir de julio de 2016, siendo producido por GEMBA, Millepensee y Liden Films. El primer video promocional de la nueva serie se reveló en el NBC Comiket de invierno, donde mostraba a Guts en su atuendo de Guerrero Negro luchando contra docenas de esqueletos demoníacos con su característica espada, la Matadragones. La nueva serie fue polémicamente animada principalmente usando CGI en lugar del estilo animado tradicional de la serie anterior, con críticas dirigidas a la presentación del anime, animación y ritmo de la historia. Comienza con la saga "Condena", que comienza alrededor del episodio 115 del manga, y presenta a Puck, Isidro, Farnese y Serpico como personajes. La segunda temporada, que abarca la saga "Halcón Milenario", comenzó el 7 de abril de 2017.

### Videojuegos
Hasta ahora, han sido publicados tres videojuegos acerca de Berserk, descontando aquellos más superfluos para telefonía móvil:
- El primer videojuego, llamado Sword of the Berserk: Guts' Rage, su lanzamiento fue en 1999 para la videoconsola Sega Dreamcast. Se trata de un videojuego que solo se publicó en Reino Unido, Alemania, Estados Unidos y Japón. La historia que se nos cuenta en el videojuego se sitúan entre los volúmenes 21 y 23 del manga, durante a cuarta saga de la historia. El argumento para el mismo fue escrito por el mismo Kentaro Miura, quien además creó los diseños de los personajes.

- El segundo videojuego, llamado Berserk: Millennium Falcon Hen Seima Senki no Shō, su lanzamiento fue en 2004 solamente en Japón y Corea del Sur para la videoconsola PlayStation 2. Se trata en este caso de una adaptación del manga que cubre los volúmenes desde 22 al 27.

- El tercer videojuego, llamado "Berserk and the Band of the Hawk" (llamado "Berserk Musou" en su versión original), su lanzamiento en Japón fue en octubre de 2016 y febrero de 2017 en su versión internacional para las videoconsolas PlayStation 3, PlayStation 4, PlayStation Vita y PC. Creado por Koei Tecmo y Omega Force, abarca los sucesos del manga hasta el fin de la saga del Halcón Milenario, es un spin-off de Dynasty Warriors.

- En el videojuego Dragon's Dogma de PlayStation 3 y Xbox 360, hace alusión a Berserk, ya que se pueden conseguir tanto la armadura de Guts como la de Griffith debido a una promoción relacionada con las películas.

### Juegos de cartas
- Juego de cartas coleccionables publicado por Konami el año 2003.[46]

- También existe un juego de cartas para PC (en línea) que no es oficial.

### Novela
Una novela ligera, titulada "Berserk: El Caballero del Dragón de Fuego", escrita por Makoto Fukami con ilustraciones de Kentaro Miura, se publicó el 23 de junio de 2017. Se centra en el pasado del apóstol Grunbeld, integrante de la nueva Banda del Halcón.

## Música
Susumu Hirasawa compuso la banda sonora del anime y contribuyó a las de los videojuegos y las películas, usando instrumentos electrónicos (como piano, una gaita, violín, arpa, flauta, guitarra clásica, guitarra eléctrica, baterías, Clavicordio, sintetizador y también voces).
La canción de apertura es «Tell me Why» por la banda Penpals, el tema de cierre es «Waiting so Long» por Silver Fins y el tema próximo episodio era el tema Forces por Susumu Hirasawa.
| Berserk Anime Soundtrack |                                 |                 |          |  |
| N.º                      | Título                          | Artista         | Duración |  |
| 1.                       | «Behelit»                       | Susumu Hirasawa | 1:55     |  |
| 2.                       | «Ghosts»                        | Susumu Hirasawa | 1:41     |  |
| 3.                       | «Ball»                          | Susumu Hirasawa | 1:08     |  |
| 4.                       | «Guts»                          | Susumu Hirasawa | 3:35     |  |
| 5.                       | «Murder»                        | Susumu Hirasawa | 9:29     |  |
| 6.                       | «Fear»                          | Susumu Hirasawa | 3:26     |  |
| 7.                       | «Monster»                       | Susumu Hirasawa | 4:03     |  |
| 8.                       | «Earth»                         | Susumu Hirasawa | 4:23     |  |
| 9.                       | «Berserk ~Forces~ (TV Version)» | Susumu Hirasawa | 1:56     |  |
| 10.                      | «Tell Me Why (TV Version)»      | Penpals         | 1:15     |  |
| 11.                      | «Waiting so long (TV Version)»  | Silver Fins     | 1:22     |  |

Toda la música compuesta por Susumu Hirasawa. 
| Berserk Single – Forces |                             |          |  |
| N.º                     | Título                      | Duración |  |
| 1.                      | «Forces»                    | 4:04     |  |
| 2.                      | «Forces (God Hand Remix)»   | 4:08     |  |
| 3.                      | «Forces (Original Karaoke)» | 4:04     |  |
| 4.                      | «Forces (TV)»               | 1:54     |  |

## Legado

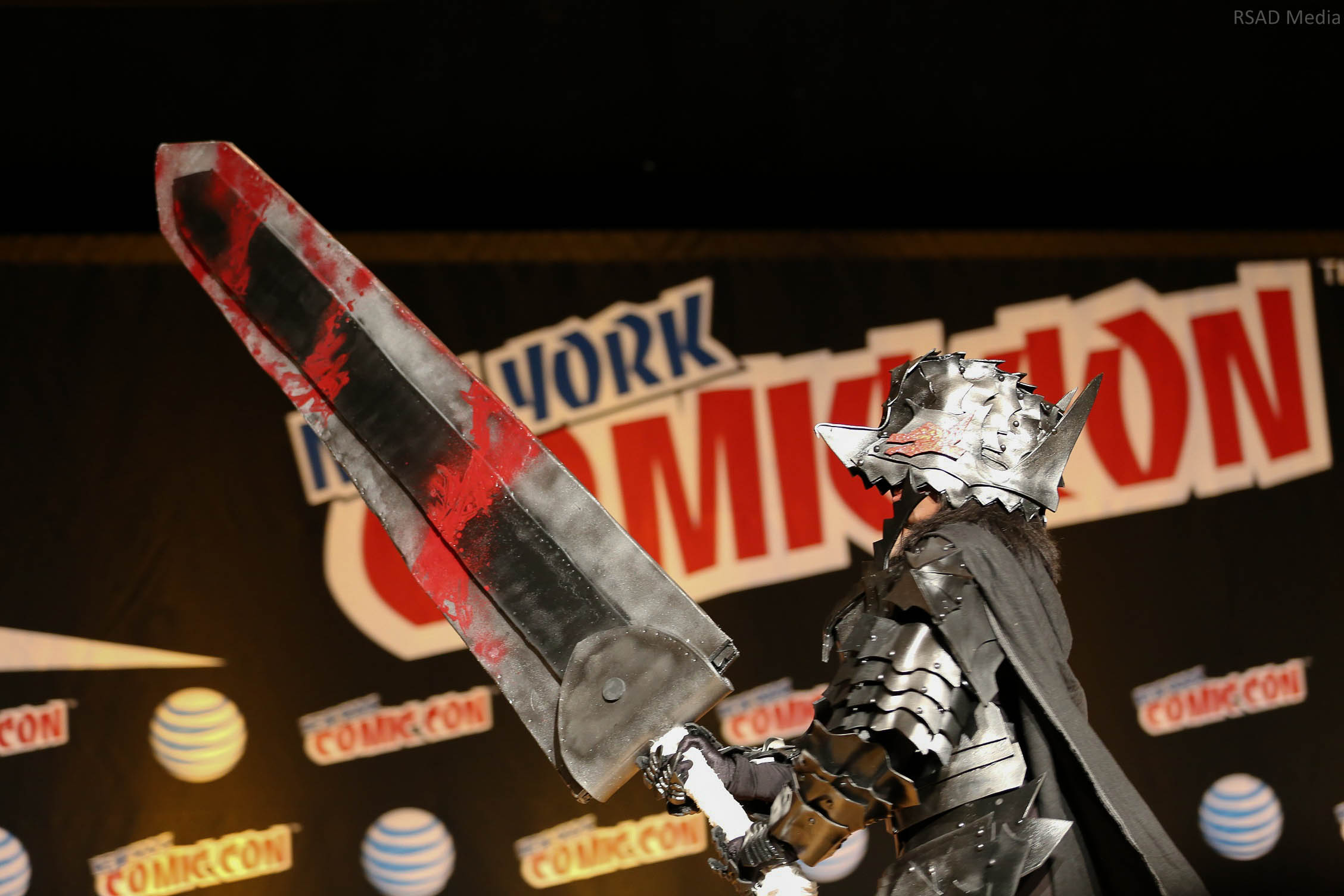
New York comicon 2015.

Berserk está considerado como una de las obras más importantes en el género de la fantasía oscura.
Algunos mangakas de fantasía oscura que han afirmado influenciarse por Berserk han sido Hajime Isayama (Ataque a los Titanes), Kazue Kato (Blue Exorcist) y Yana Toboso (Black Butler). Otros autores de obras notables que han afirmado tener influencias de Berserk son Makoto Yukimura (Vinland Saga), Yūki Tabata (Black Clover) y Ryōgo Narita (Baccano! y Durarara!!).
Berserk también ha influenciado fuertemente el mundo de los videojuegos, como por ejemplo la saga Dynasty Warriors, Final Fantasy (especialmente Final Fantasy VII y Final Fantasy XIV), la saga Dark Souls, Bloodborne, Sekiro: Shadows Die Twice, Elden Ring, la saga Devil May Cry y Dragon's Dogma.
En el mundo de la música también ha tenido un fuerte impacto, especialmente en el género Metal:
La banda finlandesa de heavy metal Battle Beast ha escrito canciones acerca de Berserk, muchas de ellas en su álbum homónimo de 2013. Después de que el guitarrista Anton Kabanen abandonase el grupo en 2015, formó su propia banda llamada Beast in Black, que también escribe canciones acerca de Berserk.
La banda de deathcore Brand of Sacrifice lanzó en 2019 su álbum God Hand. Tanto la banda como el álbum están fuertemente inspirados en Berserk.
En 2021, la banda de deathcore Slaughter to Prevail lanzó un vídeo musical para su canción Zavali Ebalo en el que aparecían escenas de la serie animada de 1997.